# أليسان بورتر
اليسان بورتر (بالإنجليزية: Alisan Porter) مواليد 20 يونيو 1981، هي ممثلة أمريكية بدأت مسيرتها الفنية عام 1987.

## وصلات خارجية
- أليسان بورتر على موقع IMDb (الإنجليزية)
- أليسان بورتر على موقع روتن توميتوز (الإنجليزية)
- أليسان بورتر على موقع ألو سيني (الفرنسية)
- أليسان بورتر على موقع ميوزك برينز (الإنجليزية)
- أليسان بورتر على موقع أول موفي (الإنجليزية)
- أليسان بورتر على موقع قاعدة بيانات الأفلام السويدية (السويدية)
- أليسان بورتر على موقع قاعدة بيانات الفيلم (الإنجليزية)
- أليسان بورتر على موقع كينوبويسك (الروسية)